# Христианское искусство

Мозаика из монастыря Дафни в Греции (ок. 1100 г.), изображающая повивальных бабок, купающих новорождённого Христа.

Христианское искусство ― вид религиозного искусства, в котором используются темы и образы христианской религии. Большинство христианских авторов так или иначе всегда обращались к искусству, хотя у некоторых направлений христианство имеются возражения против использования некоторых форм религиозных образов, чем отличались, к примеру, периоды иконоборчества.
Образы Иисуса Христа и повествовательные сцены из его жизни являются наиболее распространёнными сюжетами. В искусстве большинства деноминаций также можно очень часто встретить образы сцен из Ветхого Завета. Изображения Богородицы и святых в протестантском искусстве встречаются гораздо реже, чем у католиков и православных.
Христианство гораздо шире использует изображения, чем родственные авраамические религии, такие как ислам и иудаизм, в которых фигуративные изображения запрещены. Однако вместе с тем в истории христианства были и периоды аниконизма.

## История

### Истоки

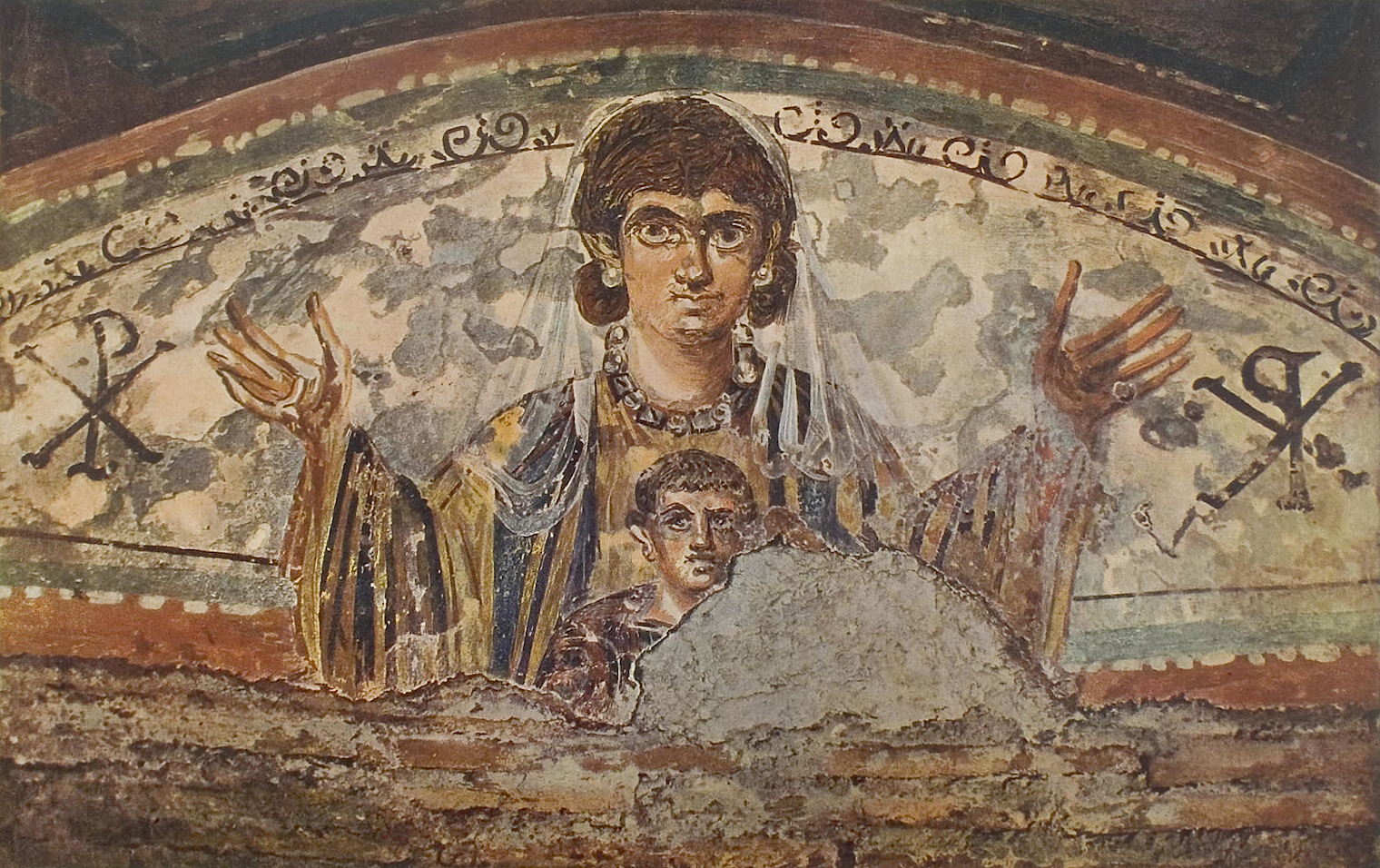
Богородица с младенцем. Настенная живопись из ранних катакомб, Рим, IV век.

Раннехристианское искусство датируется временами, близкими к истокам христианства. Самые древние христианские скульптуры представляют собой саркофаги начала II века. Самые большие группы раннехристианских изображений были обнаружены в гробницах в катакомбах Рима. Они же показывают эволюцию изображения Иисуса Христа, которая в целом завершилась где-то после VI века, после чего образ Иисуса в искусстве приобрёл удивительную последовательность.
До принятия христианства Константином Великим христианское искусство черпало свой стиль и значительную часть своей иконографии в популярном римском искусстве. Однако затем христианство стало государственной религией Рима, а великие христианские здания, построенные под покровительством властей, должны были быть чем-то украшены. Так появилось официальное христианское искусство, наиболее ярким из сохранившихся примеров которого являются мозаики в церквях Рима. На христианское искусство оказал влияние сдвиг стиля от классической традиции, унаследованной от древнегреческого искусства, к менее реалистичному и потустороннему иератическому стилю, ― началу готического искусства.

### Средние века

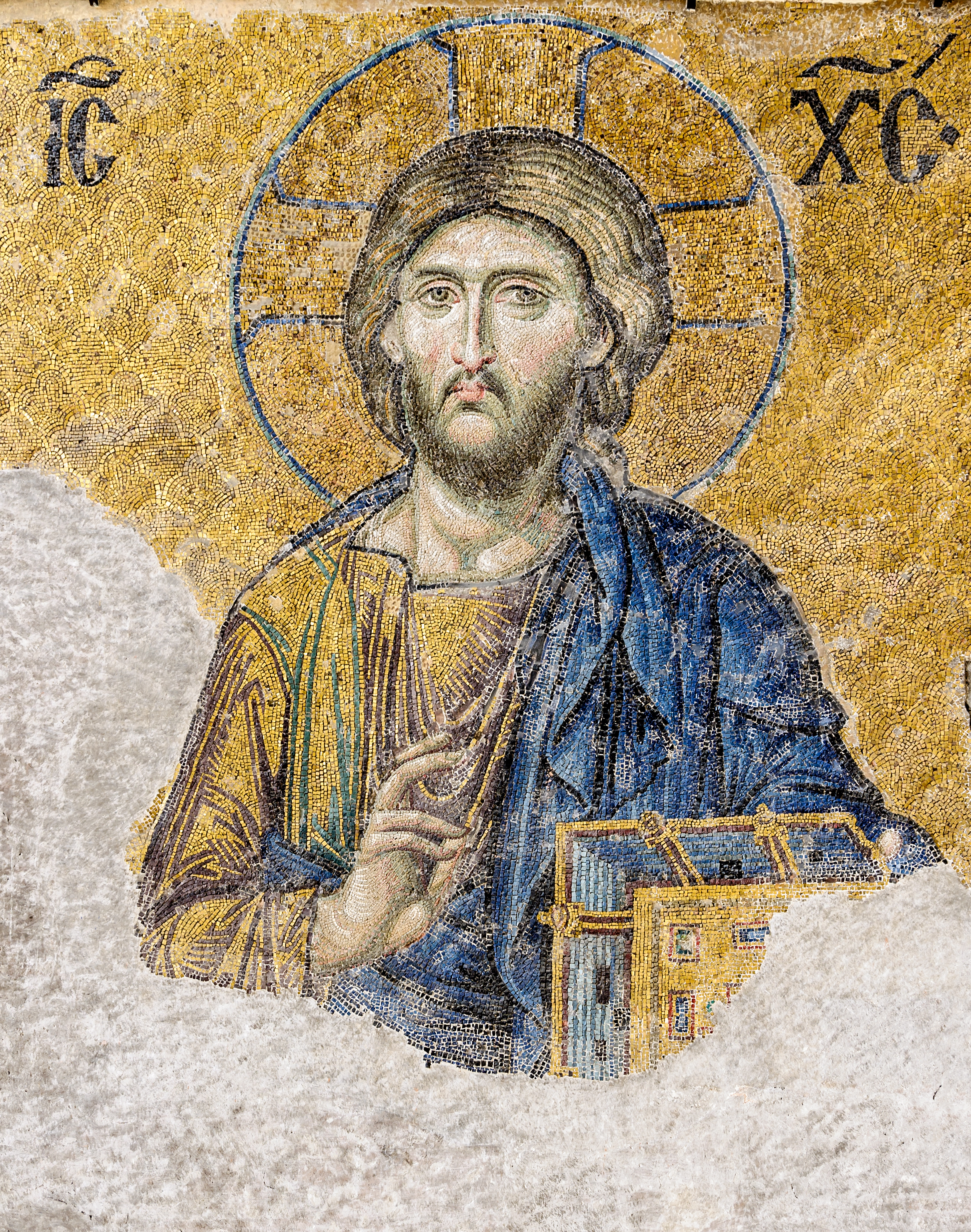
Византийские мозаики конца XIII века в соборе Святой Софии с изображением Христа Пантократора.

Большая часть образцов искусства, уцелевшего в Европе после падения Западной Римской империи, ― это именно христианское искусство. Произошло это в значительной степени потому, что непрерывность владения церковной собственности сохранила церковное искусство лучше, чем светские произведения. В то время как политическая структура Западной Римской империи по существу рухнула после падения Рима, её религиозная иерархия, или то, что сегодня является современной католической церковью, заказало и финансировало создание образов религиозного искусства.
Константинопольская православная церковь, которая укрепилась в уцелевшей Восточной Римской империи, сыграла ключевую роль в создании там различных изображений и прославлении христианства. Поскольку в средние века возникло стабильная структура западноевропейского общества, католическая церковь также шла впереди в искусстве, используя свои ресурсы для заказа у художников картин и скульптур.
Во время развития христианского искусства в Византийской империи (см. византийское искусство) более абстрактная эстетика заменила натурализм, ранее доминировавший в эллинистическом искусстве. Этот новый стиль был иератическим ― иными словами, его основной целью была передача религиозных смыслов, а не точное отображение предметов и людей. Реалистичная перспектива, пропорции, свет и цвет были проигнорированы в пользу геометрического упрощения форм, обратной перспективы и стандартизированных условностей для изображения людей и событий. Споры по поводу использования изваяний, толкования второй заповеди и кризис византийского иконоборчества привели к стандартизации религиозных образов в восточном православии.

### Ренессанс и ранний современный период

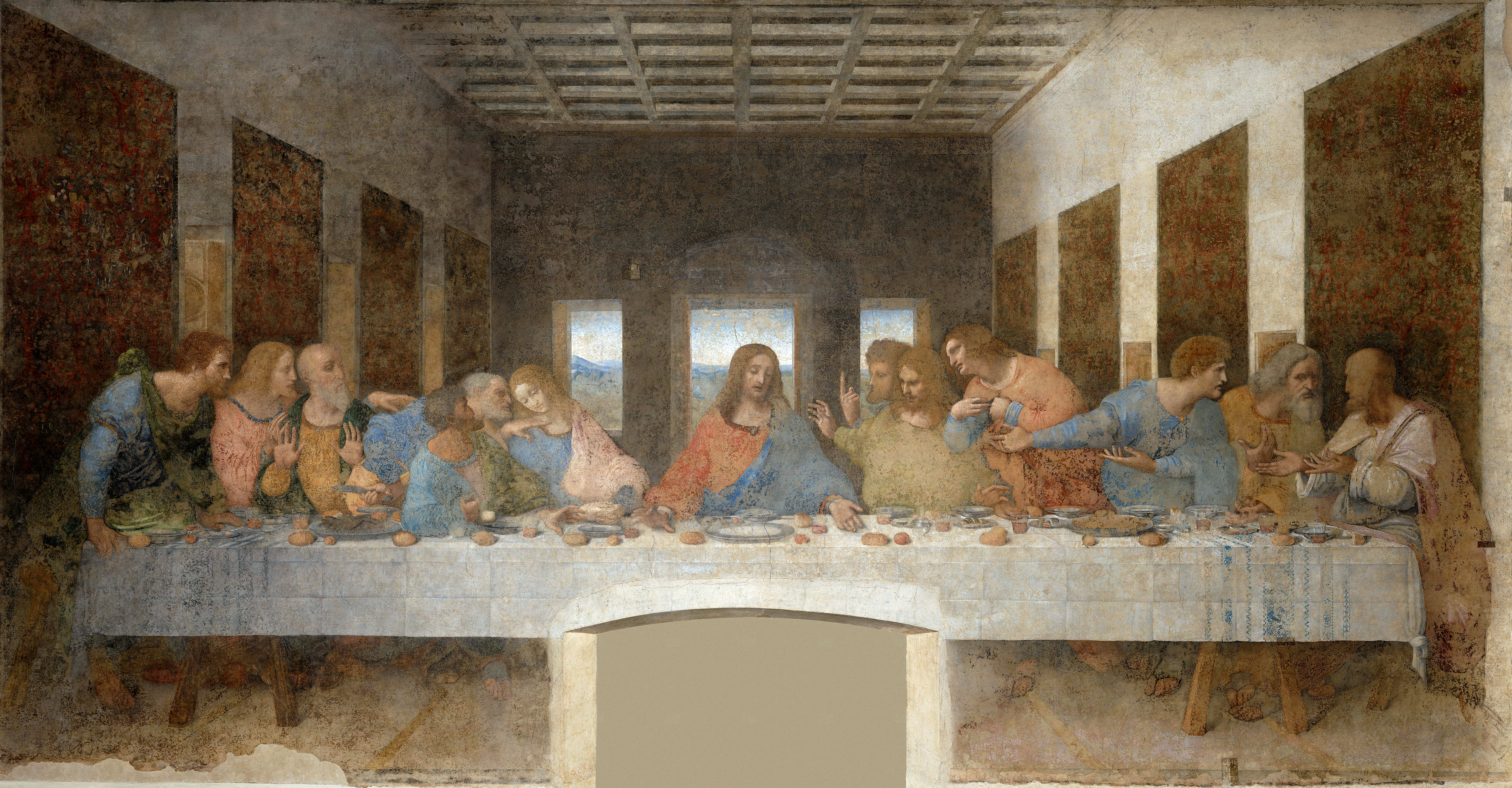
Леонардо да Винчи, «Тайная вечеря» (1498 г.).

Падение Константинополя в 1453 году положило конец высокому уровню византийского искусства, создаваемому в имперских мастерских. Православное искусство и в частности иконы, независимо от среды, в остальном воспроизводилось с относительно небольшими изменениями в тематике и стиле вплоть до наших дней. Пальму первенства в создании православных образов перешла к России.

На Западе в эпоху Возрождения наблюдался рост количества монументальных светских произведений, хотя христианское искусство продолжало заказываться в больших количествах церквями, духовенством и аристократией. Реформация оказала огромное влияние на христианское искусство. Мартин Лютер в Германии разрешил и поощрял демонстрацию более ограниченного диапазона религиозных образов в церквях, рассматривая евангелическо-лютеранскую церковь как продолжение «древней апостольской церкви». Другом Лютера, Лукасом Кранахом Старшим были изготовлены новые росписи для алтарей, чтобы заменить католические, которые, впрочем, сохранили традиционное изображение Иисуса Христа. Таким образом, «лютеранское богослужение превратилось в сложную ритуальную хореографию в богато обставленном церковном интерьере». Лютеране с гордостью использовали распятие, поскольку оно подчеркивало их высокое отношение к богословию креста. Таким образом, для лютеран «Реформация скорее обновила, чем удалила религиозный образ». С другой стороны, кальвинисты, как правило, были иконоборцами и разрушали существующие религиозные образы в церквях и воспроизводили их больше в виде книжных иллюстраций. 

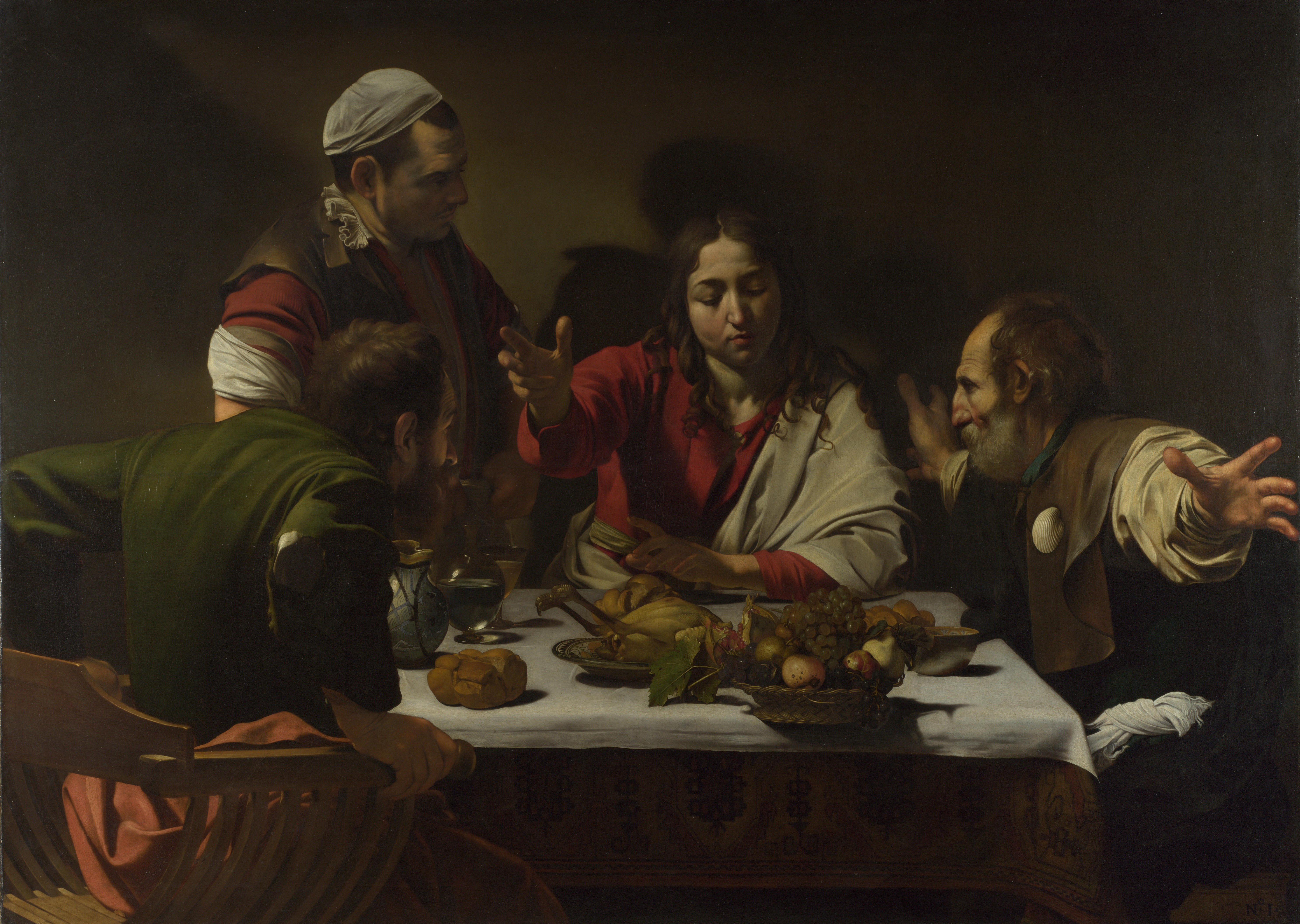
Ужин в Эммаусе, 1601 год, работа Караваджо. Масло, холст, 139 x 195 см. Национальная галерея, Лондон

Художникам поручалось создание более светских произведений, таких как портреты, пейзажи и, из-за возрождения неоплатонизма, ― предметы из классической мифологии. В католических странах производство религиозного искусства продолжалось и увеличивалось во время Контрреформации, но католическое искусство оказалось под гораздо более жёстким контролем церковной иерархии, чем это было раньше. С XVIII века количество религиозных произведений, создаваемых ведущими художниками, резко сократилось, хотя важные заказы по-прежнему давались, а некоторые художники продолжали создавать большие произведения религиозного искусства по собственной инициативе.

### Современный период
Когда в Западной Европе XIX века возникло светское, несектантское, универсальное понятие искусства, античное и средневековое христианское искусство стали собирать для искусства самого по себе, а не для поклонения, в то время как современное христианское искусство считалось маргинальным. Иногда светские художники обращались к христианским темам (например, Бугро и Мане), но лишь изредка христианский художник включался в исторический канон (например, Руо или Стэнли Спенсер). Однако многие современные художники, такие как Эрик Гилл, Марк Шагал, Анри Матисс, Якоб Эпштейн, Элизабет Фринк и Грэм Сазерленд, создали известные произведения искусства для церквей. Сальвадор Дали ― художник, который также создал известные и популярные произведения искусства на христианские темы. Современные художники, такие как Макото Фудзимура, оказали значительное влияние как на духовное, так и на светское искусство. Некоторые исследователи, такие как Грегори Вулф, считают это период частью возрождения христианского гуманизма.